# Lijst van premiers van Malta
Hieronder staat een chronologische lijst van premiers van Malta.

## Premiers van Malta (1921-heden)
| Nr.                                                 | Premier | Premier                            | Ambtstermijn      | Ambtstermijn      | Partij | Partij |
| --------------------------------------------------- | ------- | ---------------------------------- | ----------------- | ----------------- | ------ | ------ |
| 1                                                   |         | Joseph Howard                      | 26 oktober 1921   | 23 oktober 1923   | MPU    |        |
| 2                                                   |         | Francesco Buhagiar                 | 23 oktober 1923   | 22 september 1924 | MPU    |        |
| 3                                                   |         | Ugo Pasquale Mifsud                | 22 september 1924 | 1 augustus 1927   | PN     |        |
| 4                                                   |         | Gerald Strickland (1861-1940)      | 1 augustus 1927   | 21 juni 1932      | CP     |        |
| (3)                                                 |         | Ugo Pasquale Mifsud                | 21 juni 1932      | 2 november 1933   | PN     |        |
| Post afgeschaft (2 november 1933 - 4 november 1947) |         |                                    |                   |                   |        |        |
| 5                                                   |         | Paul Boffa (1890-1962)             | 4 november 1947   | 26 september 1950 | MLP    |        |
| 6                                                   |         | Enrico Mizzi (1885-1950)           | 26 september 1950 | 20 december 1950  | PN     |        |
| 7                                                   |         | George Borg Olivier (1911-1980)    | 20 december 1950  | 11 maart 1955     | PN     |        |
| 8                                                   |         | Dom Mintoff (1916-2012)            | 11 maart 1955     | 26 april 1958     | MLP    |        |
| Post afgeschaft (26 april 1958 - 5 maart 1962)      |         |                                    |                   |                   |        |        |
| (7)                                                 |         | George Borg Olivier (1911-1980)    | 5 maart 1962      | 21 juni 1971      | PN     |        |
| (8)                                                 |         | Dom Mintoff (1916-2012)            | 21 juni 1971      | 22 december 1984  | MLP    |        |
| 9                                                   |         | Carmelo Mifsud Bonnici (1933-2022) | 22 december 1984  | 12 mei 1987       | MLP    |        |
| 10                                                  |         | Eddie Fenech Adami (1934)          | 12 mei 1987       | 28 oktober 1996   | PN     |        |
| 11                                                  |         | Alfred Sant (1948)                 | 28 oktober 1996   | 6 september 1998  | MLP    |        |
| (10)                                                |         | Eddie Fenech Adami (1934)          | 6 september 1998  | 23 maart 2004     | PN     |        |
| 12                                                  |         | Lawrence Gonzi (1953)              | 23 maart 2004     | 11 maart 2013     | PN     |        |
| 13                                                  |         | Joseph Muscat (1974)               | 11 maart 2013     | 13 januari 2020   | MLP    |        |
| 14                                                  |         | Robert Abela (1977)                | 13 januari 2020   | heden             | MLP    |        |